# Olivier Lenglet
Olivier Serge Lenglet (San Quintín, 20 de febrero de 1960) es un deportista francés que compitió en esgrima, especialista en la modalidad de espada.
Participó en tres Juegos Olímpicos de Verano entre los años 1984 y 1992, obteniendo dos medallas, plata en Los Ángeles 1984 y oro en Seúl 1988. Ganó cinco medallas en el Campeonato Mundial de Esgrima entre los años 1982 y 1991.

## Palmarés internacional
| Juegos Olímpicos   | Juegos Olímpicos             | Juegos Olímpicos  | Juegos Olímpicos   |
| Año                | Lugar                        | Medalla           | Prueba             |
| ------------------ | ---------------------------- | ----------------- | ------------------ |
| 1984               | Los Ángeles (Estados Unidos) | Medalla de plata  | Espada por equipos |
| 1988               | Seúl (Corea del Sur)         | Medalla de oro    | Espada por equipos |
| Campeonato Mundial |                              |                   |                    |
| Año                | Lugar                        | Medalla           | Prueba             |
| 1982               | Roma (Italia)                | Medalla de oro    | Espada por equipos |
| 1983               | Viena (Austria)              | Medalla de oro    | Espada por equipos |
| 1986               | Sofía (Bulgaria)             | Medalla de bronce | Espada individual  |
| 1990               | Lyon (Francia)               | Medalla de plata  | Espada por equipos |
| 1991               | Budapest (Hungría)           | Medalla de plata  | Espada por equipos |